# Det Sydlige Ishav
 "Sydhavet" omdirigeres hertil. For andre betydninger af Sydhavet, se Sydhavet (flertydig).
Det Sydlige Ishav, Det Sydlige Ocean eller Sydhavet er et verdenshav og er havet omkring Antarktis. 
National Geographic Society meddelte den 8. juni 2021, at de fremover anerkendte Sydhavet som et selvstændigt verdenshav og havet afgrænses af 60 grader syd.
Det Sydlige Ishav omfatter bl.a.:
- Amundsenhavet
- McMurdosundet
- Rosshavet
- Scotiahavet - kun halvdelen - den anden halvdel ligger i atlanterhavet
- Vahselbugten
- Weddellhavet

## Historisk
Der har tidligere været uenighed om, hvorvidt Atlanterhavet, Stillehavet og det Indiske Ocean strækker sig helt til Antarktis, eller om havområdet omkring Antarktis er et selvstændigt hav. Den Internationale Hydrografiske Organisation (IHO) accepterede i 2000, at der er tale om et selvstændigt hav. IHO lavede i 2000 en undersøgelse blandt 193 lande, hvoraf 28 lande svarede tilbage, heraf mente 14, at havet skulle afgrænses af 60 grader syd. De øvrige 14 mente, at grænsen skulle trækkes andre steder helt op til 35 grader syd.